# Tormenta tropical Danielle (1980)
La tormenta tropical Danielle fue una fuerte tormenta tropical que se originó en el golfo de México y se disipó después de tocar tierra al oeste de Texas. Fue el cuarto ciclón tropical de la temporada de huracanes del Atlántico de 1980. Danielle se formó como una depresión tropical cerca de la costa de Luisiana el 4 de septiembre y se movió hacia el oeste donde alcanzó intensidad de tormenta tropical al día siguiente. Después de alcanzar su intensidad máxima con vientos de 95 km/h, Danielle tocó tierra unas cuantas horas después disipándose después el 7 de septiembre sobre la parte central de Texas.
Danielle produjo fuertes precipitaciones a través del centro y del este de Texas y en gran parte del sur de Luisiana. Una marca de 436 mm en lluvias fue reportada cerca de Port Arthur, Texas, estableciendo un nuevo récord para 24 horas.

## Historia meteorológica

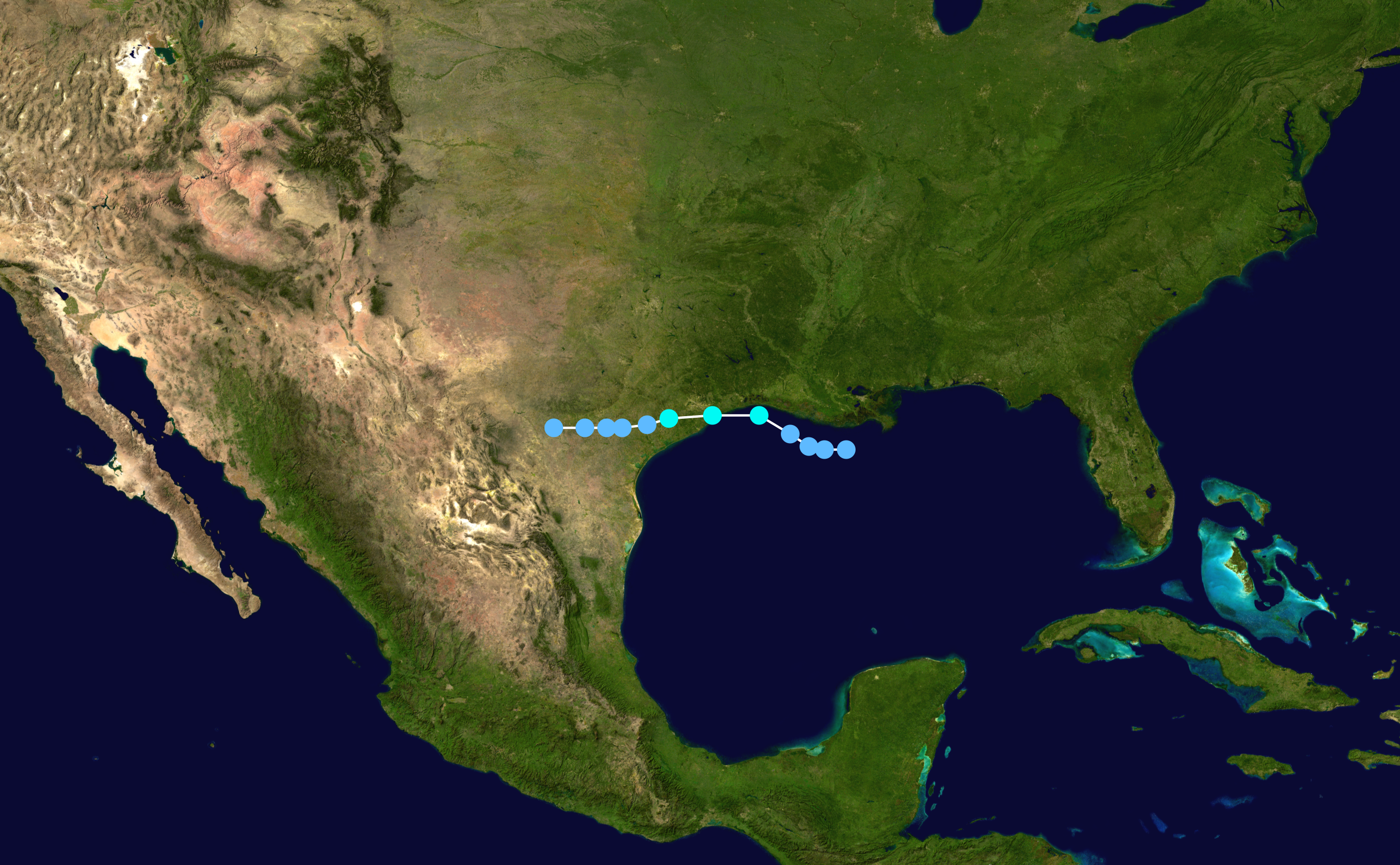
Trayectoria de la tormenta tropical Danielle, perteneciente a la temporada de huracanes en el Atlántico de 1980, siguiendo los colores de la escala de huracanes de Saffir-Simpson.

Los orígenes de Danielle se remontan a una onda tropical que se movía desde las costas de África el 22 de agosto y se convirtió en una depresión tropical en el Océano Atlántico el 27 de agosto antes de disiparse. Los remanentes de la depresión interactuaron entonces con un sistema de presión de nivel medio bajo en el sur de Florida. Como resultado, un bajo nivel de circulación se desarrolló en el Golfo de México como un sistema combinado se alejó Florida el 2 de septiembre. La organización siguió y una depresión tropical se formó el 4 de septiembre frente a la costa sureste de Luisiana. Se movió lentamente hacia el oeste-noroeste, hasta que se convirtió en una tormenta tropical el 05 e septiembre y fue nombrada Danielle por el Centro Nacional de Huracanes.
Danielle fue una tormenta tropical durante solo 11 horas antes de tocar tierra, el viento de la tormenta alcanzó un máximo de 96 km/h (59,65 mph) y su presión barométrica se redujo a 1004 milibares antes de que la tormenta tocara tierra cerca de Galveston, Texas. Posteriormente fue rebajada a depresión tropical conforme se trasladaba al interior en su recorrido hacia el oeste. Y a continuación, se disipó el 7 de septiembre cerca de Del Río, Texas y la humedad asociada con los remanentes de la tormenta continuó hacia el oeste durante los siguientes dos días.

## Preparativos e impacto
El Servicio Meteorológico Nacional predijo que la tormenta produciría de 75 milímetros (2,95 plg) a 130 mm (5,12 plg) de lluvia e inusuales maréas desde Freeport a Sabine Pass. En alta mar, una plataforma petrolera informó de vientos de 95 km/h (59,03 mph) con ráfagas de hasta 130 kilómetros por hora (80,78 mph) y una presión barométrica de 1004 milibares. En el Golfo de México, el mar agitado debido a Danielle zozobró una barcaza, tirando a los 11 tripulantes por la borda. Todos menos uno fueron rescatados por los Guardacostas de los Estados Unidos. Danielle también hizo que un helicóptero de la Guardia Costera de EE. UU. se estrellara en el mar debido a los fuertes vientos y la falta de combustible. Los doce tripulantes fueron rescatados. En alta mar, una barcaza informó de vientos de 95 kilómetros por hora (59,03 mph) con ráfagas por encima de 150 kilómetros por hora (93,21 mph) y una lluvia ligera.
Los efectos en el sur y en el este de Luisiana fueron mínimos. El estado recibió lluvias de moderadas a fuertes; allí, el mayor número de lluvias fueron de 56 milímetros (2,20 plg) en Houma. En Texas, una estación meteorológica cerca de Port Arthur reportó un récord de lluvias para esa ciudad de 435 milímetros (17,13 plg). Por otra parte, la ciudad de Nederland reportó 465 milímetros (18,31 plg) de lluvia. Las fuertes lluvias causaron inundaciones considerables en el este de Texas haciendo que los residentes tuvieran que evacuar sus hogares. Las inundaciones también obligaron al cierre de la Interestatal 10. Las inundaciones también dañaron un sistema de alcantarillado en Roscoe dejando a 1.500 residentes sin agua corriente. En Port Arthur, hubo doce casas inundadas y en el Condado de Orange dos personas resultaron heridas en accidentes de tráfico. En  Beaumont, una persona murió en otro accidente de automóvil. Danielle también produjo mareas de 60 centímetros (1,97 pies) a 90 cm (2,95 pies)por encima de lo normal y hubo erosión de las playas de menor importancia a lo largo de la costa de Texas y dañó varias de las embarcaciones y muelles en Lago Buchanan. En otras partes de Texas, Danielle generó tres tornados, uno en Alvin otro cerca de Galveston, que dañó un establo y el tercero al suroeste de Houston, pero no causó daños. Después de la tormenta, la Cruz Roja Americana abrió refugios para los residentes desplazados de sus hogares a causa de las inundaciones y el presidente Jimmy Carter también declaró el este de Texas como zona catastrófica permitiendo que el estado diera ayuda federal.
El nombre de Danielle no fue retirado de la lista de nombres de huracanes en el Atlántico en la primavera de 1981, fue reutilizado para futuras tormentas y actualmente está en la lista de nombre de huracanes para el Atlántico para la temporada de huracanes del Atlántico de 2010.